# 金賢美
金 賢美（キム・ヒョンミ、朝鮮語: 김현미、1962年11月29日 - ）は、大韓民国の政治家。第4代国土交通部長官、第17・19・20代国会議員。
独立運動家・制憲国会議員の金鍾文は祖父。父は元井邑市議会議員・同議長。しかし、政治家としての金は世襲政治家ではなく、学生運動家・労働運動家の出身である。

## 経歴
全羅北道井邑市出身。本貫は光山金氏。延世大学校政治外交学科、同言論広報大学院卒。大学在学中は学生運動を行い、卒業後はしばらく仁川で労働運動を行った。しかし、親の反対により、1987年に金大中の広報担当者として採用され、後に平和民主党に入党した。新政治国民会議、新千年民主党の副報道官などを歴任。2003年に盧武鉉大統領によって、国内言論政務2秘書官に任命されたが、12月になると、翌年に行われる第17代総選挙に出馬するため辞職した。第17代総選挙ではウリ党比例区に立候補し当選して、ウリ党のスポークスウーマンに就任した。2007年には大統合民主新党の大統領候補となった鄭東泳のスポークスウーマンに就任したが、ハンナラ党候補の李明博に敗れ落選した。
2008年の第18代総選挙で民主党候補として、高陽市一山西区から立候補するが落選した。同年6月には前年の大統領選挙の際に、李明博大統領夫人の韓国製時計を外国製時計と主張したとされ、虚偽事実の公表及び候補者への誹謗容疑で在宅起訴された。
2012年の第19代総選挙で民主統合党候補として立候補し当選した。2014年に結党された新政治民主連合の文在寅代表の秘書室長となった。2016年の第20代総選挙で当選した後、韓国史上初の女性の国会予算決算特別委員会委員長に選出された。
2017年に文在寅が大統領に当選すると国土交通部長官に指名され、人事聴聞会を経て6月21日に就任した。2018年12月には板門店宣言に基づき、北朝鮮との鉄道連結事業の着工式に参加するため、北朝鮮の板門駅を訪問した。
2019年5月、第3期新都市が発表されたが、リストの中にある高陽市の昌陵新都市計画は選挙区の一山よりもソウル都心部に近いため、一部の選挙区民は金を「裏切り者」「全羅北道知事や国務総理に行くために一山をスケープゴートにした」と批判したほか、一山新都市と雲井・黔丹新都市の一部住民は高陽市の注葉公園に集まって「3期新都市反対一山集会」を開催した。この件については、2020年に一山西区庁舎で開かれた新年会でも一部の住民は金に対して抗議した。これに対し、金は「町の水が悪くなったね」と揶揄したが、後に住民にテキストメッセージで「修養が足りなかった」と謝罪した。また、2020年1月に李海瓚、朴映宣、兪銀恵と記者会見を開き、同年の第21代総選挙への不出馬を表明した。
2020年6月末、秋風嶺サービスエリアで「京釜高速道路開通50周年記念碑」が設置され、そこには国土交通部長官の金による文章が刻まれた。しかし、道路の建設を主導した元大統領の朴正煕の名前はどこにもないことで保守側から批判された。
2020年9月22日に就任1190日目を迎えたため、史上任期最長の韓国国土部長官となった。しかし、当時は首都圏のアパートの値段が高騰し、文在寅政権の不動産政策に対する反発が高まった時期であったため、野党側から何度も金の更迭を要求された。結局就任1285日目の同年12月末に退任し、退任式で「賃貸借3法は可決され、もうすぐ効くため、近いうちにわれら国民の住居の安定は必ず実現できると信じている」と言った。
任期末の2020年11月、韓国公認仲介士協会は当年度の国土交通部長官表彰に候補者を出さない事件が発生した。協会側は長官表彰候補者を選出したものの、日程上の問題により候補者の検証が難しいため推薦案が否決されたと説明したが、不動産政策の失敗で市場を混乱させた長官の金が与える賞をもらえないという協会内部の意見にも関係があると思われる。
2022年の大統領選挙直後、共に民主党議員の金斗官により「不動産政策失敗の責任者」の1人だとされ、「不動産審判」選挙敗戦の原因だと指摘され、離党を要求された。
2023年9月、監査院より、住宅価格の統計改ざんにより検察に捜査要請される。2024年3月、職権乱用罪などで在宅起訴される。